# Milasín
Milasín (deutsch Millasin, auch Milasein) ist eine Gemeinde in Tschechien. Sie liegt acht Kilometer südlich von Bystřice nad Pernštejnem und gehört zum Okres Žďár nad Sázavou.

## Geographie
Milasín befindet sich auf einer Kuppe rechtsseitig über den Tälern der Rožínka und Nedvědička in der Böhmisch-Mährischen Höhe. Nördlich liegt der Waldpark Templ. Im Osten führt die Bahnstrecke von Tišnov nach Bystřice nad Pernštejnem durch das Tal der Nedvědička. Unterhalb von Milasín liegt die Bahnstation "Rožná". Südöstlich erhebt sich die Dejmalka (600 m). Südlich des Dorfes befindet sich die Schachtanlage der Urangrube Bukov 1, südwestlich an der Bezirksstraße von Dolní Rožínka nach Tišnov, der Wetterschacht Bukov 2 und westlich die Halde des Schurfschachtes 37 Milasín.
Nachbarorte sind Dvořiště im Norden, Rožná im Nordosten, Suché Louky und Jabloňov im Osten, Střítež im Südosten, Bukov im Süden, Horní Rozsíčka und Dolní Rozsíčka im Südwesten, Nový Mlýn und Mirošov im Westen sowie Blažkov und Dolní Rožínka im Nordwesten.

## Geschichte
Die erste urkundliche Erwähnung von Mileczaw (Mileschau) erfolgte im Jahre 1348 beim Verkauf der Zubštejner Güter. 1349 wurde dann ein Dorf Miliczin erwähnt. Eine eindeutige Zuordnung zu den heutigen Orten Milasín, Milíkov und Milešín ist bisher nicht gelungen, so dass der erste eindeutig gesicherte Nachweis über Milasín aus dem Jahre 1589 datiert. Zu dieser Zeit gehörte das Dorf zu Herrschaft Mitrov. 1656 wurde Milasín von Mitrov losgelöst und dem Gut Rožná zugeschlagen. Zusammen mit Rožná wurde Milasín 1661 von Maximilian von Liechtenstein-Kastelkorn erworben und der Herrschaft Pernštejn angeschlossen. 1675 bestand das Dorf aus 11 Häusern. Im Jahre 1710 erwarben die Herren von Stockhammer den Besitz.
1790 lebten in den 13 Häusern von Milasín 115 Menschen. Ab 1793 gehörte Milasín dem Geschlecht von Mannsberg. 1834 war die Zahl der Häuser auf 18 angewachsen und das Dorf hatte 147 Einwohner.
Nach der Aufhebung der Patrimonialherrschaften bildete Milasýn ab 1850 eine Gemeinde im Bezirk Neustadtl. 1947 wurde die Gemeinde im Zuge der Auflösung des Okres Nové Město na Moravě dem Okres Bystřice nad Pernštejnem zugeordnet. Zwischen 1954 und 1956 wurde bei geologischen Erkundungsarbeiten im Tal der Nedvědička eine abbauwürdige Uranlagerstätte aufgefunden. 1959 wurde westlich des Dorfes der Schurfschacht 37 auf das Niveau der 3. Sohle in 119 m abgeteuft. Zwischen 1965 und 1969 erfolgte die Abteufung der Grube Milasín auf 351 m Teufe. Die Förderung wurde 1970 eingestellt und der Schacht diente bis zu seiner Verwahrung als Wetterschacht. Im Rožínkatal nördlich des Dorfes lag die Grube Rožná 6, dort befand sich auch der zwischen 1956 und 1958 zu Grube Milasín vorgetriebene Stollen 5. Ihm gegenüber mündete der zwischen 1956 und 1962 betriebene Stolln 4 der Grube Rožná 6. Beide Stollen wurden später verstürzt und verwahrt.
1961 wurde das Dorf zusammen mit Nivy und Střítež nach Bukov eingemeindet und kam zum Okres Žďár nad Sázavou. Seit 1990 besteht die Gemeinde Milasín wieder.

## Ortsgliederung
Für die Gemeinde Milasín sind keine Ortsteile ausgewiesen.

## Sehenswürdigkeiten
- Spritzenhaus mit Glockenturm am Dorfplatz, der 1898 erbaut Glockenturm wurde 1911 zum Spritzenhaus erweitert
- Marmorkreuz an der Straße nach Bukov südlich des Dorfes bei einem Aussichtspunkt, errichtet 1920
- Gusseisernes Kreuz aus dem Jahre 1906, an der Straße nach Rožná
- Waldpark Templ mit Grabkapelle "Tempel der Aufklärung" und ägyptischen Obelisken, nördlich des Dorfes.